# Титов, Андрей Александрович
Андре́й Алекса́ндрович Тито́в (16 [28] октября 1844 — 24 октября [6 ноября] 1911) — верхневолжский археолог, этнограф, палеограф, предприниматель, крупнейший специалист по древностям Ростова и округи, основатель Ростовского исторического музея.

## Семья
Из купеческого рода Титовых. Дед основал в Ростове в 1817 году единоличное торговое дело. Сын Александр (1878—1961) — заместитель министра продовольственного снабжения во Временном правительстве, позже в эмиграции директор фармацевтического предприятия «Биотерапия».

## Культурная деятельность
Вместе с И. А. Шляковым в 1880-х годах занимался реставрацией обветшавшего Ростовского кремля, который местные жители предназначали к сносу. Титов и Шляков основали Ростовский и Угличский музеи древностей. Также Титов стоял у истоков ростовской гимназии.
Занимаясь с особою любовью палеографией, Титов собрал 4500 рукописей и пожертвовал их в Императорскую Публичную библиотеку (1900). Описаний рукописей собрания Титова вышло 4 тома; кроме того, Титовым описаны «Рукописи славянские и русские, принадлежащие действ. члену русск. археол. общ. И. А. Вахромееву». Издал целый ряд списков северных летописей, в том числе списки «Двинской летописи» и «Великоустюжской летописи». В бытность правителем дел Ярославской губернской учёной архивной комиссии Титовым изданы 2 выпуска трудов этой комиссии. Являлся действительным членом Нижегородской губернской учёной архивной комиссии.
Сотрудничал в местных («Труды Учёной архивной комиссии», «Вестник Ярославского земства») и центральных («Русский архив», «Исторический вестник») изданиях. Опубликовал более 300 научных работ. Один из авторов Энциклопедического словаря Брокгауза и Ефрона.
Вёл деятельность по охране памятников архитектуры, выступал за возложение этой функции на губернские археологические общества, а не на чиновников; предлагал ужесточить ответственность за нарушения законодательства об охране памятников, в том числе со стороны духовных лиц.
Член Московского (1880) и Петербургского (1881) археологических обществ, член Общества любителей древней письменности (1880).

## Предпринимательство
… не заботятся о сохранении старины, ломают и переделывают, очевидно, без всякого разрешения и сожаления…
Создал и сделал процветающим страховое противопожарное общество взаимного страхования «Общество взаимного страхования от огня недвижимых имуществ» (1876).
Купил разрушенное дворянское имение Петровское и превратил в прибыльное.
В 1883 году в компаньонстве со своим служащим образовал торговый дом «Титов А. и Малоземов Ф.». Состоял членом Ярославского биржевого комитета, гласным Ростовской городской думы.
С привлечением капиталов своих родных учредил в Ростове цикорное производство под фирмой «Вахрамеев и Ко» (1897).
На протяжении более тридцати лет был членом ярмарочного биржевого комитета.

## Труды
- Преосвященнейший Иеремия, в схимонашестве Иоанн, епископ Нижегородский и Арзамасский : [Ум.] 6 декабря 1884 г.  : Биогр. очерк А. А. Титова. — Москва  : Унив. тип. (М. Каткова), 1887. — 47 с.
- Описание Ростова Великого. М.: Типография А. И. Снегирёвой, 1891. — 138 с.
- Ростов Великий. Историческое обозрение
- Дозорные и переписные книги древнего города Ростова. М.: Типография М. Н. Лаврова и Ко, 1880. — 89 с.
- Ростовская старина. Выпуск 1. Ростов: Типография Сорокина, 1883. — 143 с.
- Ростовский уезд Ярославской губернии. Историко-археологическое и статистическое описание с рисунками и картой уезда. М.: Синодальная типография, 1885. — 657 с. — самый объёмный труд; за него Титов получил Большую серебряную медаль Императорского Русского археологического общества.[9]
- Деятельность ростовского земства по народному образованию и по охранению народного здравия
- Сведения о кустарных промыслах в Ростовском уезде
- Кураковщина, историко-этнографический очерк
- Юридические обычаи села Николо-Перевоз, Сулостской волости, Ростовского уезда. Ярославль: Типография Губернской земской управы, 1888. — 139 с.
- Святой Иаков, епископ Ростовский, и основанный им монастырь в Ростове Великом Ярославской губернии. Ростов Великий, 1898.
- Житие преподобного Авраамия Ростовского
- Вкладные и кормовые книги Борисоглебского монастыря, Ростовского уезда, Ярославской губернии
- Угличский летописец
- Ярославль. Путеводитель по г. Ярославлю с планом города и родословными таблицами князей Ярославских. М.: Русские типографии, 1883. — 196 с.
- Ярославские пожары в 1767 и 1768 гг. Ярославль: Типография Губернской земской управы, 1889. — 40 с.
- Ярославский уезд. Историко-археологическое, этнографическое и статистическое описание. М.: Русские типографии, 1883. — 215 с.
- Ярославские епархиальные ведомости. Неофициальная часть: список и указатель статей, помещенных в ведомостях за все время их существования, 1860—1892 гг. — Сергиев-Посад : 2-я тип. А. И. Снегиревой, 1893. — XVI, 203 с. — Прил.: список епархиальных ведомостей и духовных журналов, поименованных в хронологическом порядке выхода их в свет.
- Вкладная книга Печерского нижегородского монастыря
- Кунгурские акты XVII века (1668—1699 г.) — СПб, 1888.
- Сибирь в XVII веке: сборник старинных русских статей о Сибири и прилежащих к ней землях. М.: Тип. Л. и А. Снегиревых, 1890. — 230 с.
- Описание славяно-русских рукописей, находящихся в собрании члена-корреспондента Императорского общества любителей древней письменности А. А. Титова.
  - Том I. - Часть I. Священное писание, толкование священного писания и каноническое право.
  - Том I. - Часть II. Книги богослужебные.
  - Том II. Отцы церкви.
  - Том III. История церкви.
  - Том IV. Системы богословские.
  - Том V. Сборники.
  - Том VI. Сборники и рукописи Бодянского, прот. Диева и Мельникова-Печерского.
- Рукописи славянские и русские, принадлежащие Действительному Члену Императорского Русского Археологического Общества И. А. Вахрамееву.
  - Выпуск первый.
  - Выпуск второй.
  - Выпуск третий.
  - Выпуск четвертый.
  - Выпуск пятый.
  - Выпуск шестой.
- Расходная книга Патриаршего приказа кушаньям, подававшимся патриарху Адриану и разного чина лицам с сентября 1698 по август 1699 г.
- Вымирающий город. — Ярославль, 1877.
- К вопросу о преобразовании местного крестьянского управления. — Ярославль, 1881.
- Охранный каталог славяно-русских рукописей. — Ростов, 1881-1895
  - Выпуск первый.
  - Выпуск второй.
  - Выпуск третий.
  - Выпуск четвертый.
  - Выпуск пятый.
  - Выпуск шестой.
- Дневные дозорные записи о московских раскольниках. — М., 1885.
- Статистико-экономическое описание Ростовского уезда Ярославской губернии. — СПб, 1887.
- Нагая Слобода (Ростовского уезда) и ее окрестности. — Ярославль, 1887.
- Вепрева пустынь. — Ярославль, 1887.
- "Велесово дворище" и легенда о жреце Киче — М., 1887.
- Балахнинские акты XVII и XVIII века. — Н. Новгород, 1888.
- Древние памятники и исторические святыни Ростова Великого — М., 1888.
- Описание рукописей Библиотеки Ростовского Спасо-Яковлевского монастыря. — М., 1892.
- Историческое описание Троицко-Варницкого заштатного мужского монастыря близ Ростова-Великого, Ярославской губернии. — Сергиев Посад, 1893.
- Синодик Спасо-Преображенского монастыря в Ярославле — М., 1895.
- Спасо-Яковлевский Дмитриевский монастырь в городе Ростове, Ярославской губ. — М., 1900.
- Житие святого Димитрия, митрополита Ростовского. —Ростов-Ярославский, 1902.
- Митрополит ростовский Арсений Мацеевич 1742-1763 г. и его указ по поводу пожара в Ярославском успенском соборе 1744 г. — М., 1903.
- Декабрист Александр Михайлович Булатов. — М., 1903.
- Студенческие беспорядки в Московском университете в 1861 году. (Из бумаг О.М. Бодянского). — М., 1905.
- Кремль Ростова Великого. — М., 1905.
- К истории секуляризации церковных вотчин — М., 1909.
- Краткая записка о раскольнических слободах, монастырях, вновь возникших сектах и прочих тому подобных. — М., 1911.

## Журнальные публикации
- Буйный калмык. (Рассказ из ростовской старины) // Исторический вестник, 1893. — Т. 53. — № 7. — С. 193—201.
- Восстановление древнего храма в Ростове // Исторический вестник, 1886. — Т. 23. — № 1. — С. 76-86.
- Нижегородский епископ Иеремия // Исторический вестник, 1889. — Т. 37. — № 9. — С. 588—601.
- Павел Конюшкевич, митрополит Тобольский и Сибирский // Исторический вестник, 1888. — Т. 31. — № 1. — С. 180—186.
- Последний Ростовский архиепископ Арсений IV, Верещагин // Исторический вестник, 1886. — Т, 23. — № 2. — С. 392—396.
- Ростовский Троицкий Варницкий монастырь — место родины преподобного Сергия Радонежского Чудотворца // Исторический вестник, 1892. — Т. 49. — № 9. — С. 649—654.
- Спасо-Яковлевский Дмитриевский монастырь в Ростове Великом // Исторический вестник, 1888. — Т. 31. — № 2. — С. 421—433.
- Юрьевская слобода. (Село в Ростовском уезде) // Исторический вестник, 1891. — Т. 44. — № 5. — С. 439—447.